# Kleindietwil

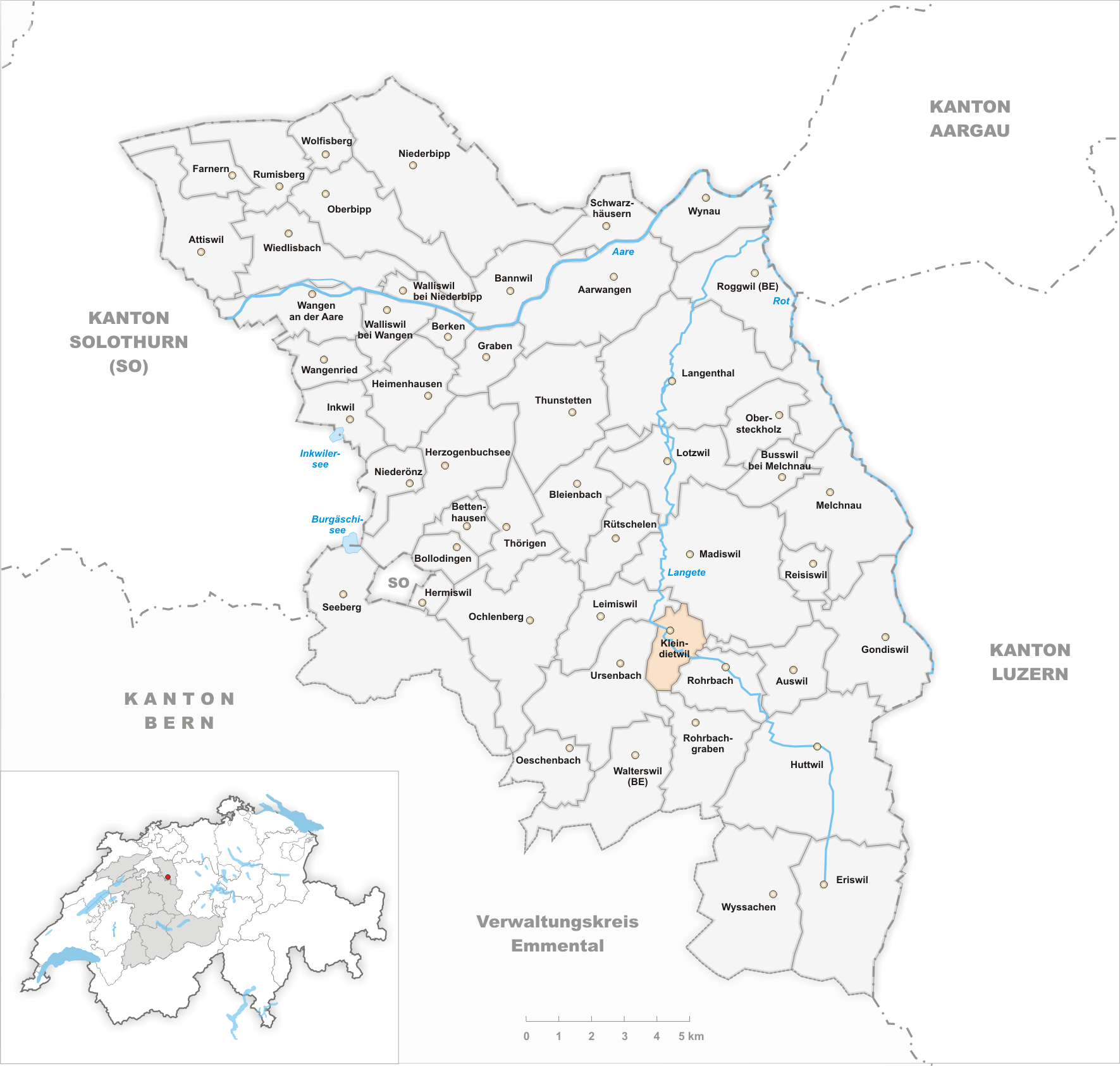
Gemeindestand vor der Fusion am 1. Januar 2011

Kleindietwil ist eine Ortschaft in der politischen Gemeinde Madiswil im Schweizer Kanton Bern. Bis zum 31. Dezember 2010 war Kleindietwil eine eigene politische Gemeinde im Verwaltungskreis Oberaargau. Am 1. Januar 2011 fusionierte sie zusammen mit der Gemeinde Leimiswil zur Gemeinde Madiswil.
Eine Bürger- oder Kirchgemeinde mit dem Namen Kleindietwil existiert nicht. Die ehemalige Gemeinde bestand aus Kleindietwil, Dietwylschynen, Teilen von Weinstegen und weiteren Weilern. Als «Kleindietwil» wurde früher auch die aargauische Gemeinde Dietwil bezeichnet, um sie vom luzernischen Grossdietwil abzugrenzen.

## Geographie
Kleindietwil liegt im Oberaargau im Schweizer Mittelland. Die Nachbargemeinden von Norden beginnend im Uhrzeigersinn sind Madiswil, Auswil, Rohrbach BE, Rohrbachgraben, Ursenbach und Leimiswil.

## Wirtschaft
Kleindietwil besitzt eine Wirtschaft mit einem Schwerpunkt im Dienstleistungssektor.

## Fusion
An der Gemeindeversammlung vom 12. Dezember 2009 stimmten 134 von 148 anwesenden Stimmberechtigten für eine Fusion mit Madiswil und Leimiswil. Somit gehört Kleindietwil seit dem 1. Januar 2011 zur neuen Einwohnergemeinde Madiswil.

## Persönlichkeiten
- Ernst Leisi (1878–1970), Historiker und Altphilologe
- Silvio Borner (1941–2020), Wirtschaftswissenschaftler
- Ueli Seiler-Hugova (Ulrich Seiler; * 1942), Pädagoge und Autor